# Stefan Rehn
Stefan Rehn (Stockholm, Zweden, 22 september 1966) is een ex-profvoetballer uit Zweden, die na zijn actieve loopbaan het trainersvak inging.

## Clubcarrière
Hij begon zijn carrière bij Djurgårdens IF. Later vertrok hij naar Everton FC om vervolgens terug te keren naar zijn thuisland, naar IFK Göteborg. Bij laatstgenoemde won hij vijf keer de Zweedse titel.
Hij vond dat hij weer toe was aan een buitenlands avontuur, en vertrok naar de Zwitserse club Lausanne Sports. Hij speelde daar vijf jaar en keerde toen terug naar Djurgårdens IF. Ook daar pakte hij een landstitel, in 2002. Daarna beëindigde hij zijn carrière.
Rehn werd opgenomen in de leiding van Djurgårdens IF, maar vertrok toen hij trainer kon worden van IFK Göteborg.

## Interlandcarrière
Rehn zat bij de selectie van het Zweedse elftal dat in 1994 derde werd bij het WK voetbal 1994 in de Verenigde Staten. Hij speelde 45 interlands en scoorde in totaal zes keer voor de nationale ploeg. Rehn vertegenwoordigde zijn vaderland eveneens bij de Olympische Spelen in 1988. Onder leiding van bondscoach Olle Nordin maakte hij zijn debuut op 12 januari 1988 in de vriendschappelijke wedstrijd tegen Oost-Duitsland (1-4). Andere debutanten in dat duel waren Hans Eskilsson (Hammarby IF), Hans Eklund (Östers IF), Dennis Schiller (Lillestrøm SK), Sulo Vaattovaara (IFK Norrköping), Lars Eriksson (Hammarby IF) en Roger Ljung (Malmö FF).

## Erelijst
Lausanne Sports
- Zwitsers voetballer van het jaar

1998
1 Ravelli ·
2 R. Nilsson ·
3 J. Eriksson ·
4 P. Andersson ·
5 Björklund ·
6 Schwarz ·
7 Ingesson ·
8 Rehn ·
9 Thern  ·
10 Limpar ·
11 Brolin ·
12 L. Eriksson ·
13 M. Nilsson ·
14 Erlingmark ·
15 Jansson ·
16 K. Andersson ·
17 Dahlin ·
18 Ljung ·
19 J. Nilsson ·
20 Ekström ·
Coach: Svensson
1 Ravelli ·
2 R. Nilsson ·
3 P. Andersson ·
4 Björklund ·
5 Ljung ·
6 Schwarz ·
7 Larsson ·
8 Ingesson ·
9 Thern  ·
10 Dahlin ·
11 Brolin ·
12 Eriksson ·
13 M. Nilsson ·
14 Kåmark ·
15 Lučić ·
16 Limpar ·
17 Rehn ·
18 Mild ·
19 K. Andersson ·
20 Erlingmark ·
21 Blomqvist ·
22 Hedman ·
Coach: Svensson